# Matanza de los Oteros
Matanza de los Oteros (auch nur: Matanza) ist ein Ort und eine nordspanische Gemeinde (municipio) mit 172 Einwohnern (Stand: 2024) in der Provinz León und der Region Kastilien-León. Neben dem Hauptort Matanza de los Oteros gehören die Ortschaften Valdespino Cerón und Zalamillas zur Gemeinde.

## Lage und Klima
Matanza de los Oteros liegt etwa 49 Kilometer südsüdöstlich von León im Nordwesten der Iberischen Meseta in einer Höhe von ca. 830 m.
Das Klima im Winter ist rau, im Sommer dagegen trocken und warm; der Regen (499 mm/Jahr) fällt überwiegend im Winterhalbjahr.

## Bevölkerungsentwicklung
| Jahr      | 1970 | 1981 | 1991 | 2001 | 2011 | 2021 |
| Einwohner | 787  | 606  | 417  | 286  | 228  | 169  |

Aufgrund der durch die Mechanisierung der Landwirtschaft und der Aufgabe von bäuerlichen Kleinbetrieben ausgelösten Landflucht ist die Bevölkerung des Dorfes seit der Mitte des 19. Jahrhunderts kontinuierlich gewachsen.

## Sehenswürdigkeiten

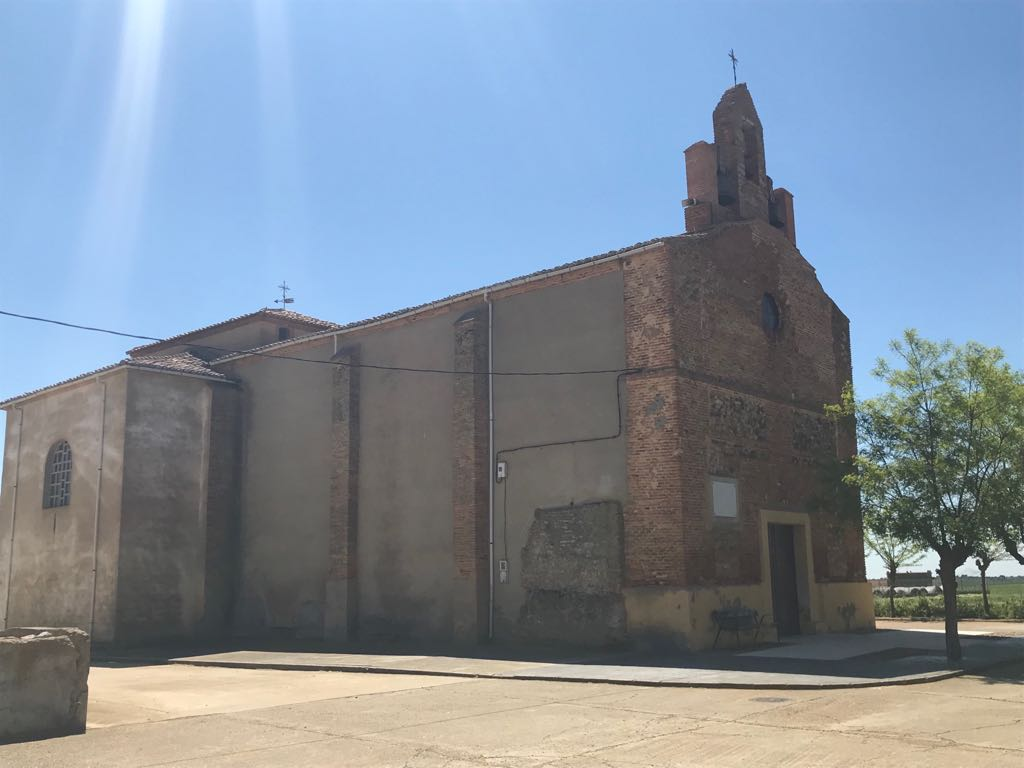
Peterskirche
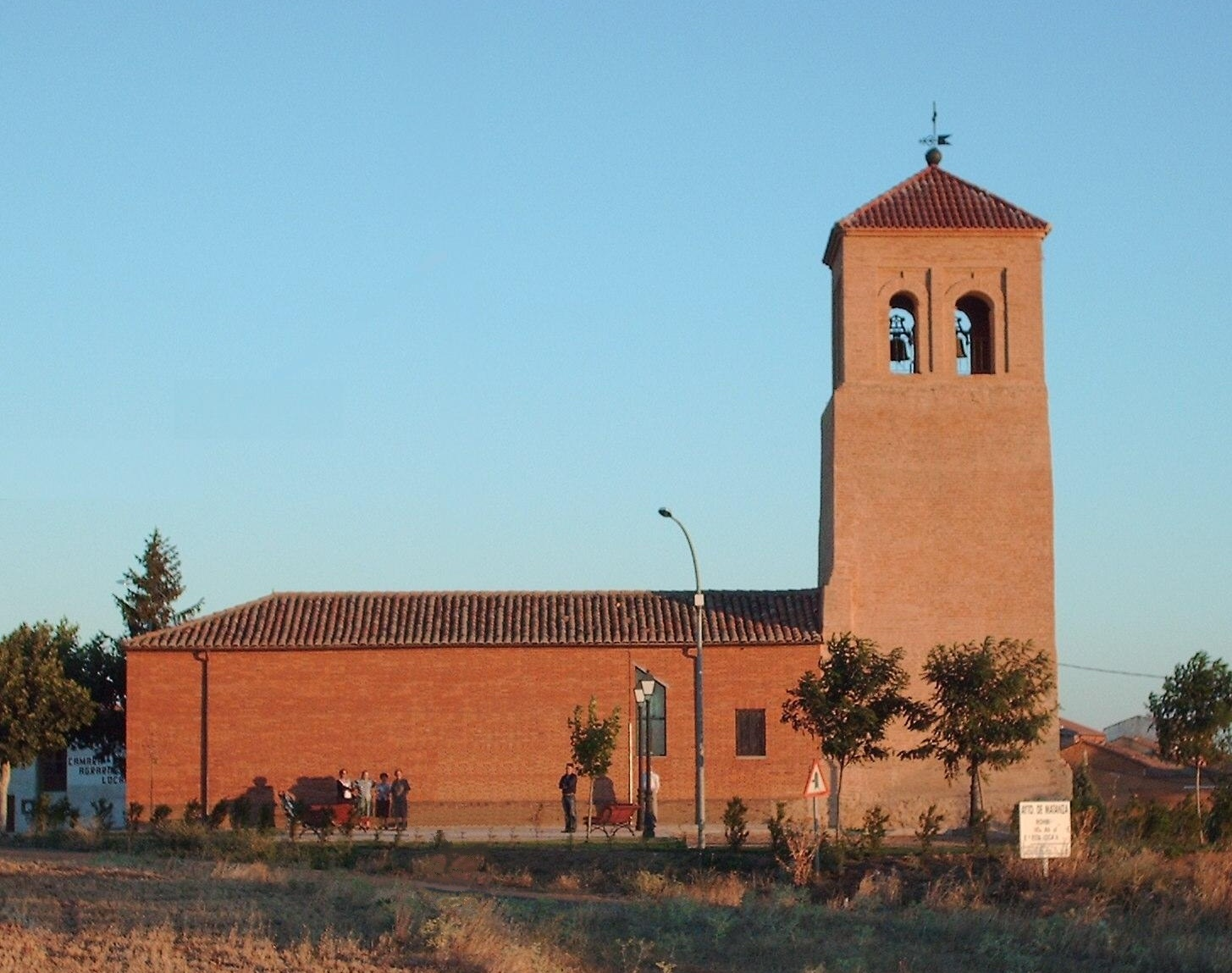
Marienkapelle

- Peterskirche
- Marienkapelle